# 내륙언덕쥐
내륙언덕쥐(Bunomys penitus)는 쥐과에 속하는 설치류의 일종이다. 인도네시아 술라웨시섬 중부와 남부 지역에서만 발견된다.